# 山辺雅彦
山辺 雅彦（やまべ まさひこ、1939年 - ）は、フランス文学者。白百合女子大学名誉教授。スタンダールが専門。
神戸市生まれ。1967年東京大学仏文科大学院修士課程修了。東京教育大学助教授、名古屋大学教授、白百合女子大学教授を歴任。

## 著書
- 秩序と冒険 スタンダール、プルースト、モーリヤック、トゥルニエ Hon'sペンギン 2007年3月
- スタンダール、ロチ、モーリヤック 異邦人の諸相 酒井三喜,福田耕介共著 朝日出版社 2010年3月

## 翻訳
- サド / ジャン=ジャック・ブロシエ 審美社 1975年 (審美文庫)
- 水晶の栓 モーリス・ルブラン 1978年6月 (旺文社文庫)
- 革命か改良か G.モリナ,Y.ヴァルガス 新評論 1979年4月
- 赤いプロレタリア通り 仏共産党員ジャーナリストによる ニーナ&ジャン・ケアヤン 新評論 1980年7月
- ある旅行者の手記 1 スタンダール 新評論 1983年12月
- 監視下の歴史 歴史学と歴史意識 マルク・フェロー 大野一道共訳 新評論 1987年12月
- 南仏旅日記 スタンダール 新評論 1989年7月
- 民族の栄光 ソビエト帝国の終焉 エレーヌ・カレール=ダンコース 藤原書店 1991年
- ロッシーニ伝 スタンダール みすず書房 1992年12月
- 王様と愛人 金光仁三郎共訳 ブックマン社, 2004年8月
- 歌姫コンシュエロ 愛と冒険の旅　下 持田明子,大野一道,原好男共訳 藤原書店 2008年6月 (ジョルジュ・サンドセレクション